# Tokyo ESP
Tokyo ESP (東京ESP) est un manga écrit et dessiné par Hajime Segawa. Il est prépublié entre février 2010 et juillet 2016 dans le magazine Monthly Shōnen Ace de l'éditeur Kadokawa Shoten, et a été compilé en un total de seize tomes. La version française est publiée par Panini Manga depuis septembre 2012.
Une adaptation en série télévisée d'animation produite par le studio Xebec est diffusée entre juillet et septembre 2014. Dans les pays francophones, la série est diffusée en simulcast sur Crunchyroll.

## Synopsis
Rinka Urushiba est une lycéenne assez pauvre et ayant pour seule famille son père. Ainsi, elle travaille en tant que serveuse après l'école pour amasser des fonds pour payer le loyer et la nourriture. Un jour, après avoir vu un manchot et un banc de poissons lumineux dans le ciel, elle développe le pouvoir de se déplacer à travers des objets inanimés. Plus tard, elle rencontre un étudiant nommé Kyōtarō Azuma qui possède la capacité de se téléporter. Ils décident tous deux d'utiliser leurs pouvoirs de perception extrasensorielle (ESP) contre les individus qui utilisent les leurs pour faire le mal.

## Personnages
Rinka Urushiba (漆葉 リンカ, Urushiba Rinka)
Kyōtarō Azuma (東 京太郎, Azuma Kyōtarō)
Rindō Urushiba (漆葉 竜胆, Urushiba Rindō)
Kobushi Kuroi (黒井 小節, Kuroi Kobushi)
Ren Jōmyaku (条幕 蓮, Jōmaku Ren)

## Manga
La série Tokyo ESP a débuté le 26 février 2010 juste après la fin de Ga-Rei, l’œuvre précédente de Hajime Segawa. Les chapitres sont compilés en volumes reliés par Kadokawa Shoten depuis le 22 juillet 2010. Depuis novembre 2011, les chapitres sont disponibles sur le magazine numérique Kadokawa Nico Nico Ace. Le dernier chapitre est publié le 26 juillet 2016.
La version française est publiée par Panini Manga depuis septembre 2012.

### Liste des volumes
| no | Japonais          | Japonais          | Français          | Français          |
| no | Date de sortie    | ISBN              | Date de sortie    | ISBN              |
| --- | ----------------- | ----------------- | ----------------- | ----------------- |
| 1 | 26 juillet 2010   | 978-4-04-715488-9 | 19 septembre 2012 | 978-2-8094-2638-0 |
| 2 | 26 novembre 2010  | 978-4-04-715560-2 | 14 novembre 2012  | 978-2-8094-2747-9 |
| 3 | 26 mars 2011      | 978-4-04-715654-8 | 9 janvier 2013    | 978-2-8094-2835-3 |
| 4 | 26 août 2011      | 978-4-04-715760-6 | 13 mars 2013      | 978-2-8094-3004-2 |
| 5 | 26 janvier 2012   | 978-4-04-120097-1 | 12 mars 2014      | 978-2-8094-3124-7 |
| 6 | 26 juin 2012      | 978-4-04-120294-4 | 16 juillet 2014   | 978-2-8094-3194-0 |
| 7 | 26 décembre 2012  | 978-4-04-120528-0 | 13 mai 2015       | 978-2-8094-3841-3 |
| 8 | 25 mai 2013       | 978-4-04-120674-4 | 6 avril 2016      | 978-2-8094-5479-6 |
| 9 | 26 décembre 2013  | 978-4-04-120954-7 | 3 mai 2017        | 978-2-8094-6304-0 |
| 10 | 26 juin 2014      | 978-4-04-121060-4 | 20 juin 2018      | 978-2-8094-6808-3 |
| 11 | 26 juillet 2014   | 978-4-04-101910-8 | 30 décembre 2020  | 978-2-8094-9009-1 |
| La version française du tome 11 est un tome triple comportant les tomes 11 à 13 de l'édition japonaise.                       |                   |                   |                   |                   |
| 12 | 25 octobre 2014   | 978-4-04-101911-5 | 29 décembre 2021  | 978-2-8094-9811-0 |
| Liste des chapitres : La version française du tome 12 est un tome triple comportant les tomes 14 à 16 de l'édition japonaise. |                   |                   |                   |                   |
| 13 | 26 mai 2015       | 978-4-04-103062-2 |                   |                   |
| 14 | 26 octobre 2015   | 978-4-04-103077-6 |                   |                   |
| 15 | 26 avril 2016     | 978-4-04-103078-3 |                   |                   |
| 16 | 26 septembre 2016 | 978-4-04-104681-4 |                   |                   |

## Anime
L'adaptation en série télévisée d'animation a été annoncée en mai 2013. Celle-ci est produite par le studio Xebec avec une réalisation de Shigehito Takayanagi, un scénario de Hideyuki Kurata et Yasuko Kamo, et des compositions de Hideyuki Kurata. La série est diffusée initialement le 11 juillet 2014 sur Tokyo MX.
Dans les pays francophones, la série est diffusée en simulcast par Crunchyroll.

### Liste des épisodes
| No | Titre en français                                         | Titre original                                                     | Date de 1re diffusion |
| -- | --------------------------------------------------------- | ------------------------------------------------------------------ | --------------------- |
| 1  | La jeune fille en blanc                                   | 白い少女 Shiroi Shōjo                                              | 11 juillet 2014       |
| 2  | Girl meets boy                                            | ガールミーツボーイ Gāru Mītsu Bōi                                  | 18 juillet 2014       |
| 3  | La jeune fille et le manchot                              | ペンギンと少女 Pengin to Shōjo                                     | 25 juillet 2014       |
| 4  | La jeune fille, la bague et la pluie                      | 雨と指輪と少女 Ame to Yubiwa to Shōjo                              | 1er août 2014         |
| 5  | Rencontre d’une jeune fille et d’une illusion             | 出会い、幻と少女 Deai, Maboroshi to Shōjo                          | 8 août 2014           |
| 6  | À chaque jeune fille ses sentiments                       | それぞれの少女、それぞれの思い Sorezore no Shōjo, Sorezore no Omoi | 15 août 2014          |
| 7  | Les filles sous la pluie                                  | 雨の中の少女達 Ame no naka no Shōjo-tachi                          | 22 août 2014          |
| 8  | Au moment propice, les jeunes filles passent à l’action ! | 満ちる時、動き出す少女達 Michiru toki, ugokidasu shōjo-tachi       | 29 août 2014          |
| 9  | À l'attaque, esper girls                                  | 襲撃・ESPガールズ Shūgeki ĪEsuPī Gāruzu                            | 5 septembre 2014      |
| 10 | Parmi les lamentations…                                   | 慟哭のなかで… Dōkoku no naka de…                                   | 12 septembre 2014     |
| 11 | Tokyo Girls War                                           | Tokyo girls war                                                    | 19 septembre 2014     |
| 12 | La jeune fille aux pouvoirs ESP                           | 東京ESP少女 Tōkyō ĪEsuPī Shōjo                                     | 26 septembre 2014     |

### Musique
| Début   | Début             | Début   | Fin           | Fin                             | Fin            |
| Épisode | Titre             | Artiste | Épisode       | Titre                           | Artiste        |
| ------- | ----------------- | ------- | ------------- | ------------------------------- | -------------- |
| 2 – 12  | Tokyo Zero Hearts | Faylan  | 1 – 3, 5 – 11 | Guze Άργυρóϛ (Silver Salvation) | Yōsei Teikoku  |
| 2 – 12  | Tokyo Zero Hearts | Faylan  | 4             | Lasting Memories                | Azusa Tadokoro |

### Doublage
| Personnages       | Voix japonaises               | Voix françaises                        |
| ----------------- | ----------------------------- | -------------------------------------- |
| Rinka Urushiba    | Ibuki Kido                    | Geneviève Doang                        |
| Kyōtarō Azuma     | Keisuke Koumoto               | Laurent Pasquier Puis Clément Moreau   |
| Rindō Urushiba    | Tetsu Inada                   | Nessym Guetat                          |
| Kobushi Kuroi     | Mai Aizawa                    | Olivia Luccioni                        |
| Pandaemon Yodani  | Kazuhiko Inoue                | Vincent Violette                       |
| Kagura Tsuchimiya | Minori Chihara                | Kaycie Chase                           |
| Yomi Isayama      | Kaoru Mizuhara                | Lucile Boulanger Puis Astrid Le Mellot |
| Kazuki Sakuraba   | Akio Ōtsuka                   | Pierre Dourlens                        |
| Kudo Kuzuno       | Ryō Horikawa                  | Christian Pélissier                    |
| Natsuki Kasuga    | Eri Kitamura                  | Mélanie Dermont                        |
| Narrateur         | Nobuo Tobita Puis Akio Ōtsuka | Pierre Dourlens Puis Franck Sportis    |
| Yutsuko Azuma     | Nao Tōyama                    | Sandra Vandroux                        |